# Tarstaborg
Tarstaborg är en fornborg som ligger i sydöstra delen av Sköllersta socken mellan Sköllersta och Pålsboda i Hallsbergs kommun. Den är Närkes största och bäst bevarade fornborg. Den ligger på ett berg som stupar brant ner mot väster. 
I övrigt omgärdas borgen av en 310 meter lång stenvall. Utanför stenvallen finns resterna av ytterligare två murar. Totalt finns det fem ingångar till Tarstaborg.  Inne i anläggningen finns en terrass där det troligen har stått ett hus. Det är oklart vilken funktion den haft.